# Ernst von Unger

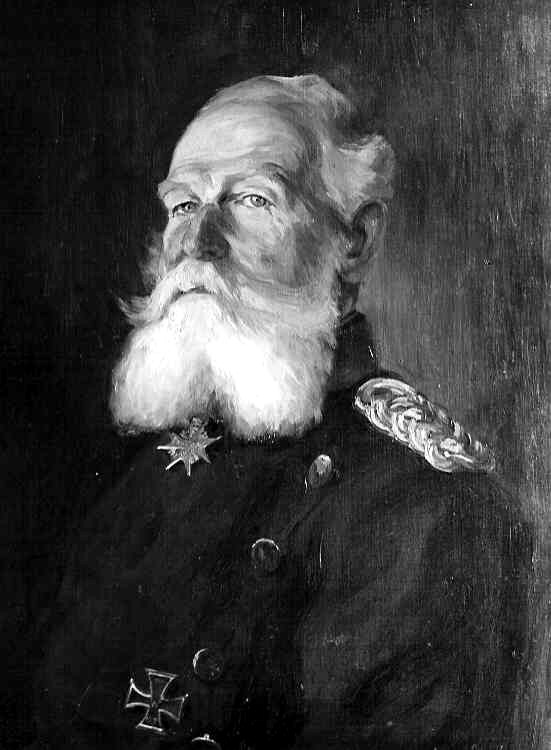
Ernst von Unger (1831–1921), Thượng tướng Kỵ binh

Ernst Karl Friedrich von Unger (5 tháng 6 năm 1831 tại Groß-Stöckheim tại Wolfenbüttel – 10 tháng 10 năm 1921 tại Falkenberg) là một sĩ quan quân đội Phổ, đã được thăng đến cấp Thượng tướng Kỵ binh. Ông từng tham chiến trong ba cuộc chiến tranh thống nhất nước Đức từ năm 1864 cho đến năm 1871.

## Gia đình
Ernst sinh vào tháng 6 năm 1831, là người con thứ sáu và cũng là con út của Cơ mật đại thần (Geheimen Kammerrates) và điền chủ vùng Braunschweig Friedrich von Unger (1792 – 1867) với người vợ của ông này là bà Henriette, xuất thân trong gia đình von Schrader (1795 – 1837). Ông đã kết hôn với Agnes Müller von Lauingen (1835 – 1914, đến từ Lauingen tại Braunschweig) và có ba người con: Hans (1856 – 1900), Kurt (1859 – 1931), về sau cũng là một Thượng tướng Kỵ binh giống như cha mình, và Hildegard (1864 – 1942), người đã kết hôn với Joachim von Alvensleben (1856 – 1932) đến từ Falkenberg tại Fürstenwalde.

## Tiểu sử
Thời trẻ, Unger học tại Trường Trung học Chính quy Große Schule (Trường Lớn) tại Wolfenbüttel, sau đó ông học trường Thiếu sinh quân tại Potsdam và Berlin. Năm 18 tuổi, ông khởi đầu sự nghiệp quân sự của mình với cấp bậc Thiếu úy trong Trung đoàn Khinh kỵ binh Cận vệ tại Potsdam. Đến năm 1859, ông được thăng quân hàm Trưởng quan kỵ binh, thoạt tiên ông được bổ nhiệm vào Bộ Tổng tham mưu ở kinh đô Berlin, sau đó ông gia nhập Bộ Tham mưu của Sư đoàn số 6 ở Brandenburg. Trên cương vị là thành viên Bộ Tham mưu sư đoàn này, ông đã tham gia mọi quyết định quan trọng trong cuộc Chiến tranh Đức-Đan Mạch vào năm 1864. Do những thành tích của mình, tại thời điểm cuộc chiến tranh kết thúc, ông trở thành vị Thiếu tá trẻ nhất trong quân đội Phổ. Sau đó, trong cuộc chiến tranh với Áo năm 1866, ông đã tham chiến với vai trò là sĩ quan Bộ Tham mưu trong ộ Chỉ huy Tối cao của Tập đoàn quân số 1 dưới sự thống lĩnh của Vương thân Friedrich Karl Nikolaus, cháu trai của vua Phổ khi ấy là Wilhelm I.
Vào ngày 2 tháng 7 năm 1866, ngày trước trận đánh quyết định tại Königgrätz-Sadowa, Friedrich Karl đã truyền lệnh cho Thiếu tá Unger tiến hành thám sát thung lũng Bistritz. Cùng với một hạ sĩ và 6 lính thương kỵ binh, ông đã dong ngựa lên ngọn đồi Dub, nơi ông tin rằng ông có thể nhìn được toàn cảnh thung lũng. Nhưng trước khi ông tới được mục tiêu này, ông đến một con suối nhỏ và gặp một đội tuần tiễu của kỵ binh Áo ở bờ kia. Quân Áo xem chừng đang chuẩn bị vượt suối mà không nhận ra lính Phổ, nhưng một trong các binh sĩ của Unger nã đạn vào họ và người Áo bỏ chạy – nhưng hai trong số họ ngã ngựa. Những người lính của Unger liền tóm lấy họ và thu được thông tin rằng có ít nhất là 4 chứ không phải 1 quân đoàn Áo đang tập trung tại khu vực giữa Bistritz và Königgrätz. Điều này cũng được chứng thực bởi những người dân làng trên đường đội tuần tiễu của Unger tiến qua. Sau đó, họ tiếp tục thúc ngựa đến làng Dub, vượt qua một số lực lượng kỵ binh Áo và, như đồi tuần tiễu trước đó của họ, lính Áo tưởng toán quân Phổ là đồng minh Sachsen của mình và vẫy chào thân mật. Nhờ đó, toán quân của Unger lên được đỉnh đồi Dub và quan sát được một số lượng đáng kể quân Áo đang đóng trại trong thung lũng và trên các ngọn đồi lân cận. Tuy nhiên, họ không có thời gian để ước tính quân số của Áo do họ cuối cùng cũng đã bị phát hiện ra là quân Phổ, và một đội thương kỵ binh Galicia của Áo truy đuổi họ từ Galicia. Kỵ binh Áo săn đuổi dữ dội toán quân của Unger trên đường rút chạy của họ, và bản thân ông suýt nữa bị một ngọn giáo Ba Lan giết chết, nhưng ông đã trốn được thoát mà không phải chịu thiệt hại nào. Khoảng từ 6 đến 7 giờ tối, toán tuần tễu của ông đã trở về Kamenetz cùng với thông tin mà toàn bộ tập đoàn quân đang chờ đợi. Cuộc trinh sát táo bạo này, cùng với tầm quan trọng của nó đối với việc lên kế hoạch và kết quả của trận đánh Königgrätz đã được mô tả trong tác phẩm "Der deutsche Krieg von 1866" (Cuộc chiến tranh nước Đức năm 1866) của Theodor Fontane.
Công tích này đã mang lại cho ông phần thưởng quân sự cao quý nhất của Phổ – Huân chương Quân công. Trong cuộc Chiến tranh Pháp-Đức (1870 – 1871), ông được thăng cấp hàm Đại tá vào ngày 26 tháng 7 năm 1870, và được bổ nhiệm làm Tham mưu trưởng của Quân đoàn VII. Trên cương vị này, ông đã tham chiến trong các trận đánh khốc liệt tại Spicheren, Colombey và Gravelotte cùng với cuộc vây hãm Metz. Tuy nhiên, vào tháng 11 năm 1870, ông ốm nặng và phải trở về Đức một cách bất đắc dĩ để chữa trị trong giai đoạn cuối của cuộc chiến tranh. Sau khi khỏi bệnh, ông tiếp tục tiến lên con đường binh nghiệp của mình: vào năm 1874, ông được ủy nhiệm chức Lữ đoàn trưởng, đến năm 1875 ông được phong cấp Thiếu tướng, rồi vào năm 1881 ông là Trung tướng và Sư trưởng của Sư đoàn số 22 tại Kassel. Nhưng cuối cùng, khi đang giữ chức vụ này, ông buộc phải xin giải ngũ vì vấn đề sức khỏe, và vào ngày 3 tháng 12 năm 1887 ông được về hưu đồng thời được nhận cấp bậc Danh dự (Charakter) Thượng tướng kỵ binh.
Trong những năm cuối đời của mình, ông sinh sống tại Berlin. Để ghi nhận những công trạng của Unger trong quá trình phụng sự của ông, vào ngày 13 tháng 9 năm 1916, Đức hoàng Wilhelm II đã tặng thưởng cho ông Vương miện Vàng đính kèm Huân chương Quân công của ông. Sau khi cuộc Chiến tranh thế giới thứ nhất chấm dứt (1918), ông chuyển đến cư ngụ tại Falkenberg ở Fürstenwalde cùng với người con gái của mình là Hildegard von Alvensleben, cho đến khi từ trần vào tháng 10 năm 1920 ở tuổi 90. Ông được mai táng tại nghĩa trang của gia đình ở đây.